# Microsphecodes xaymacensis
Microsphecodes xaymacensis  (лат.) — вид одиночных пчёл из подсемейства Halictinae семейства Halictidae. Центральная Америка: Ямайка (Saint Andrew Parrish). Рыжевато-бурые мелкие пчёлы с чёрно-бурой головой. Клептопаразиты. Самец: длина тела 4,85 мм, длина переднего крыла 4,1 мм. Самка: длина тела 4,80 мм, длина переднего крыла 4,2 мм, длина головы 1,04 мм, ширина головы 1,41 мм.